# Ротонда Пресвятой Девы Марии (Вавель)
Ротонда Пресвятой Девы Марии, с XIV века — Ротонда святых Феликса и Адавкта (пол.  Rotunda Najświętszej Marii Panny, Rotunda św. Feliksa i Adaukta ) — старейшее сооружение Вавельского холма в Кракове. До первого десятилетия XX века считалось, что ротонда была разрушена в XIII веке. Обнаружена польским архитектором Адольфом Шишко-Богушем во время реставрационных работ Вавеля, которые проводились в период с 1914 по 1917 год. Ротонда является объектом экскурсионной археологической выставки «Несохранившийся Вавель», которая была создана в 1975 году. 
Ротонда в романском стиле была построена на рубеже X и XI веков в период, когда Краков входил в состав Великой Моравии. Согласно результатам радиоуглеродных исследований, ротонда построена в 970 году. Ротонда была дворцовой часовней.
Ротонда стоит на круглом трёхлистном плане, на котором находятся четыре апсиды. Внешняя сторона стены ротонды обложена плоскими пластинами из песчаника, скреплёнными известковым раствором. Ротонда построена в технике «Opus incertum», то есть примитивной кладкой из камней произвольного размера. До настоящего времени сохранились два окна и элементы двух других строений дворца, к которым примыкала часовня.
Часовня была окружена строениями княжеского дворца, который был разрушен в XIII веке. В 1241 году часовня была укреплена по указу Конрада Мазовецкого. Об этом событии упоминает Ян Длугош в своей хронике «Liber beneficiorum». В 1340 году Казимир III придал часовне наименование в честь святых Феликса и Адавкта. В первой половине XIV века часовня была отремонтирована. В последующие века часовня постепенно приходила в ветхое состояние. В XVII веке она перестала использоваться для богослужений. С этого времени нижняя часть часовни использовалась как помещение для хранения серебра, а верхняя плоская часть — для жилых комнат. Верхняя часть часовни была снесена в начале XIX века и использовалась для австрийского госпиталя.
В период реставрационных работ в Вавеле с 1914 по 1917 год польский архитектор Адольф Шишко-Богуш обнаружил часовню среди хозяйственных построек на западной части королевского замка и частично её отремонтировал.
В настоящее время внутреннее помещение часовни недоступно для публичного посещения.